# ミュージカルカンパニーOZmate
ミュージカルカンパニーOZmateは、日本のミュージカル劇団。所在地は兵庫県宝塚市。

## 来歴
設立1991年。
兵庫県宝塚市を拠点とし、オリジナルのメッセージミュージカルの上演を行っている女性のみの劇団。
地域イベント、学校公演、依頼公演等の活動を全国で展開しており、東京、大阪での自主公演も積極的に行っている。 
また、2016年8月ニューヨークインターナショナルフリンジフェスティバル（New York International Fringe Festival)の審査を通過し 
初のニューヨーク公演を行った。 
2019年夏には、兵庫県篠山市にOZ's Broadway Theater がオープン予定。 

## 主な上演作品
（）は公演期間

### 一般向け作品
- Reincarnation
- DIE～死ぬということ～
- ENE 〜エネルギー〜
- FAIRY TALE 〜星の王子様〜
- Ryoma　（初演2003年/リメイク版2007年12月23日・24日/2009年5月17日）
- 新選組〜Hero's〜　（2009年2月14日・15日）
- 碧く散る　（2011年8月21日/2012年8月4・5日）
- 大江山鬼伝説　（2013年8月10・11日/2013年11月9・10日）
- ガランドウの虹　（2015年2月21・22日）
- The Legend of Oni (2016年8月12日〜17日)

・ニューヨーク公演
(インターナショナル演劇祭FringNYC参加)

### 子供向け作品
- オズの魔法使い
- ピノキオ　（2006年8月・2007年1月）
- SNOW WHITE　（2007年8月）
- 西遊記〜学校の妖怪〜　（2008年8月）
- もう一人のはちかづき姫　（2009年8月）
- 赤鼻のルドルフ　（2011年12月）
- 長靴をはいた猫　（2012年12月）
- ひこいち　（2014年1月）

### ミニミュージカル
- 星の子
- ブレーメンの音楽隊
- 日本昔話シリーズ
- みんなで歌おう

### ミュージカルLIVE SHOW
- 『3-LIFE』〜ブロードウェイに生きた3人の男たち〜　（2009年11月8日）
- 『Musical In Japan』
- NY凱旋公演『That's Off Broadway!』(2017年2月)